# Městské opevnění (Úštěk)
Městské opevnění v Úštěku v okrese Litoměřice v Ústeckém kraji je zapsané jako kulturní památka v Ústředním seznamu nemovitých kulturních památek České republiky. Městské opevnění s Pikartskou věží je významnou součástí městské památkové rezervace Úštěk, vyhlášené 28. července 1980 s účinností od 1. října 1980.

## Historie
Nejstarší části městského opevnění v Úštěku, které se nacházejí zejména na západní straně města, pocházejí z poloviny 14. století. Jedná se o období, kdy byl Úštěk za pánů z Michalovic postupně proměněn z vesnice ve město. 

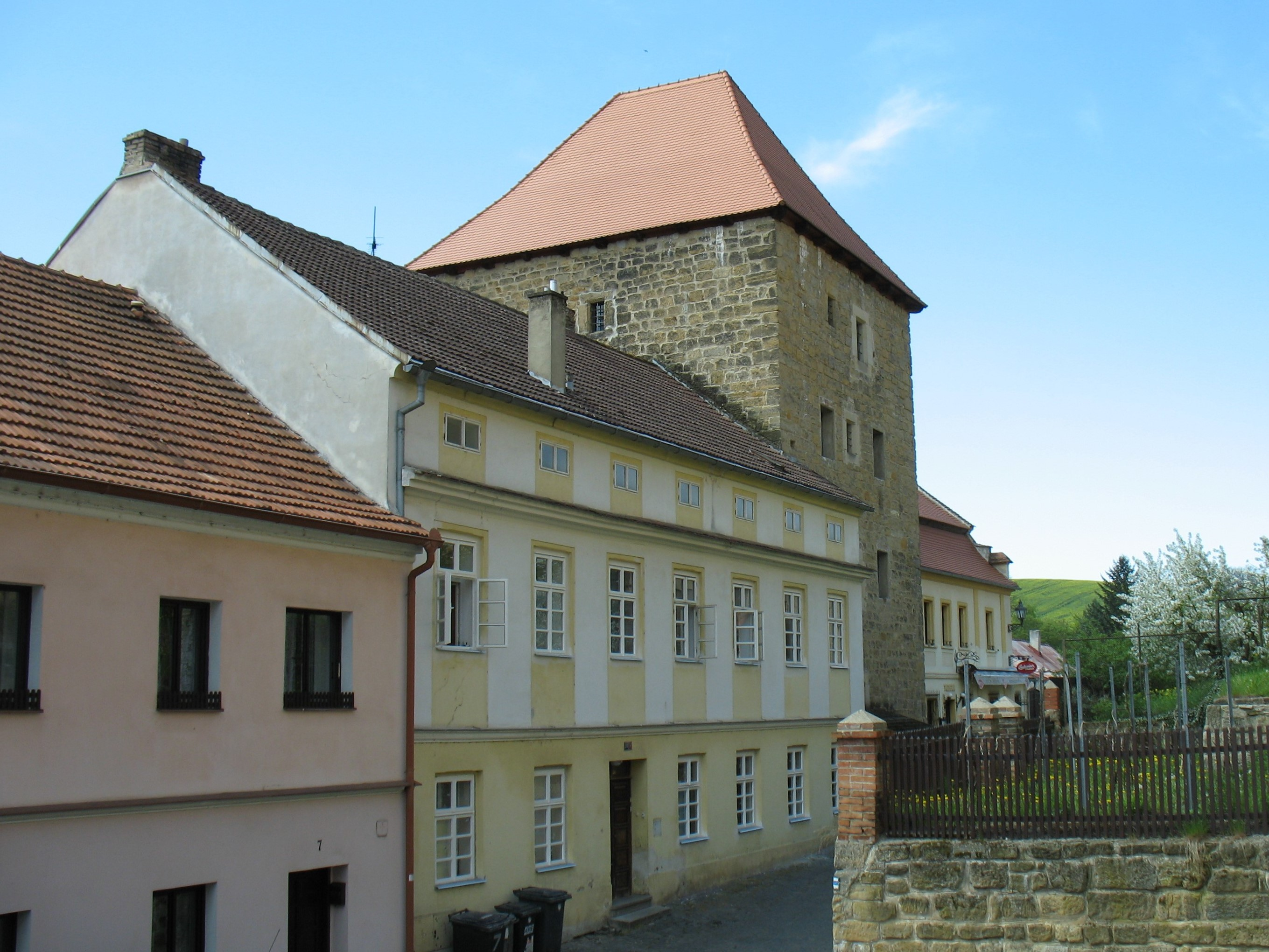
Pikartská věž v ulici Panský dvůr

V roce 1387 museli Michalovicové kvůli dluhům postoupit Úštěk Berkům z Dubé, kteří pokračovali ve výstavbě města a jeho opevnění. Byla dokončena výstavba hradu a dvou městských bran, tzv. České neboli Západní brány a na opačné, východní straně města další brány, nazývané Německá.
Další etapa obnovy, rozšíření a vylepšení městského obranného systému spadá do 15. století. V  roce 1426 prodali Berkové z Dubé Úštěk husitskému hejtmanovi Václavu Cardovi z Petrovic. O dva roky později Úštěk dobylo a zpustošilo vojsko odpůrce husitů Zikmunda z Vartenberka. Když byl Václav Carda z Petrovic po bitvě u Budyně propuštěn ze zajetí, snažil se ještě v témže roce 1428 lépe ochránit město. Nechal opravit a vylepšit hradby a jako součást městského opevnění na jeho jižní straně postavil mohutnou čtyřpodlažní věž, které se začalo říkat „Pikartská“ podle hanlivé přezdívky, kterou katolíci označovali husity coby kacíře. Další tři věže, které se však nedochovaly, byly rozmístěny podél severní linie městského opevnění.
V následujícím období až do 20. století probíhaly v Úštěku průběžné opravy a úpravy městského opevnění. Do 21. století se dochovaly některé části obranných zdí, torzo České brány a zejména pak Pikartská věž, která v 19. a 20. století prošla některými stavebními úpravami.

## Popis
Součástí památkově chráněného areálu městského opevnění, tvořícího rámec historicky cenné městské památkové rezervace, jsou v Památkovém katalogu NPÚ jako jednotlivé položky zapsány samotné městské hradby, dále Pikartská věž a torzo České brány.

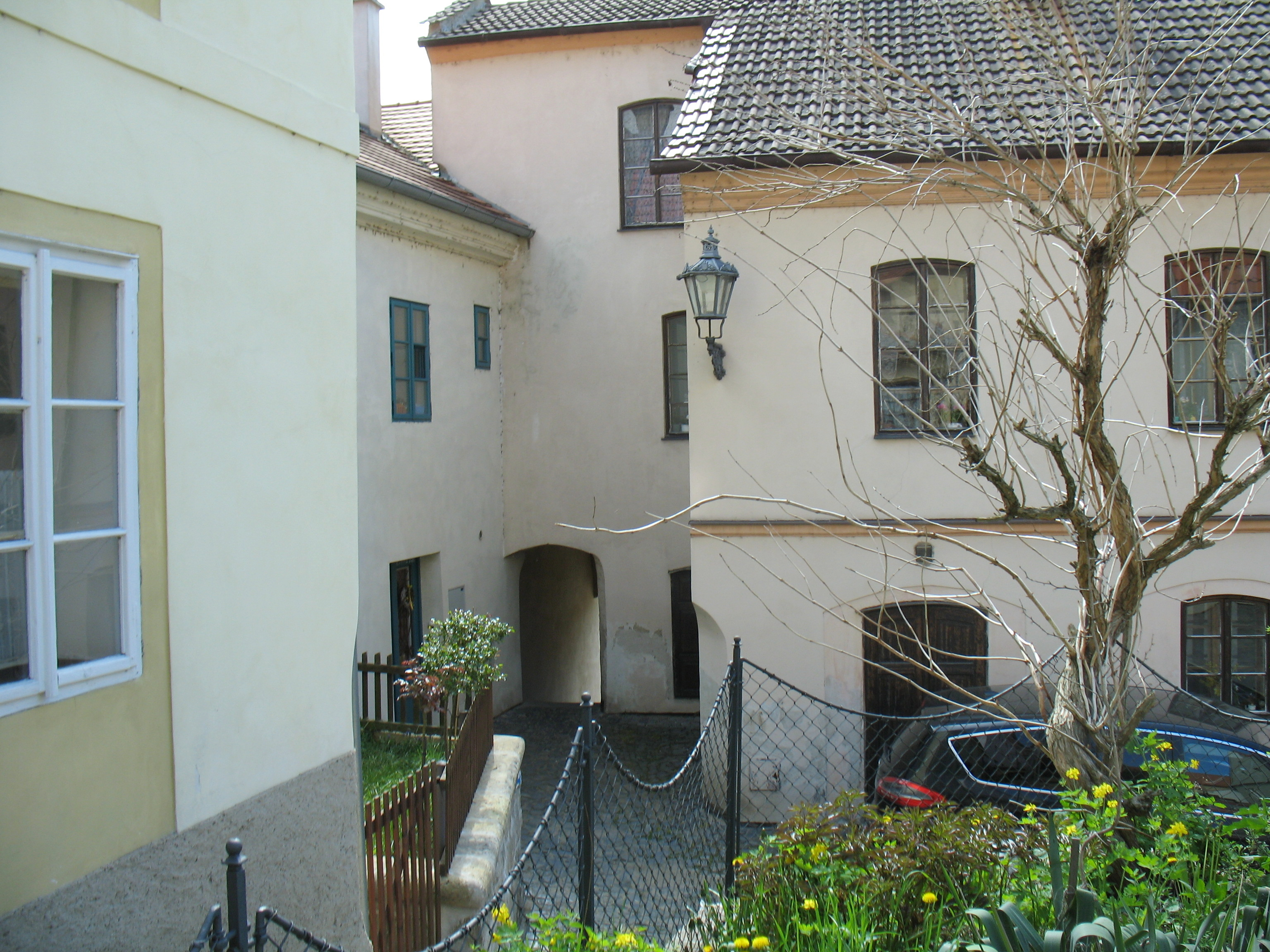
Bývalá Roudnická branka v jihovýchodní části opevnění

Zdivo opevnění, stejně jako dalších středověkých staveb v Úštěku, tvoří opracované pískovcové kvádry. Relikty hradeb jsou evidovány na téměř čtyřech desítkách parcel na severní straně ostrožny, ohraničené Červeným potokem na severu a Úštěckým potokem na jihu. Podobný rozsah má liniové opevnění města i na jeho jižní straně. Některé úseky, jako například v jihovýchodním rohu opevnění, nebyly v minulých dobách  téměř narušeny a jsou proto považovány za velmi cenné.

### Pikartská věž

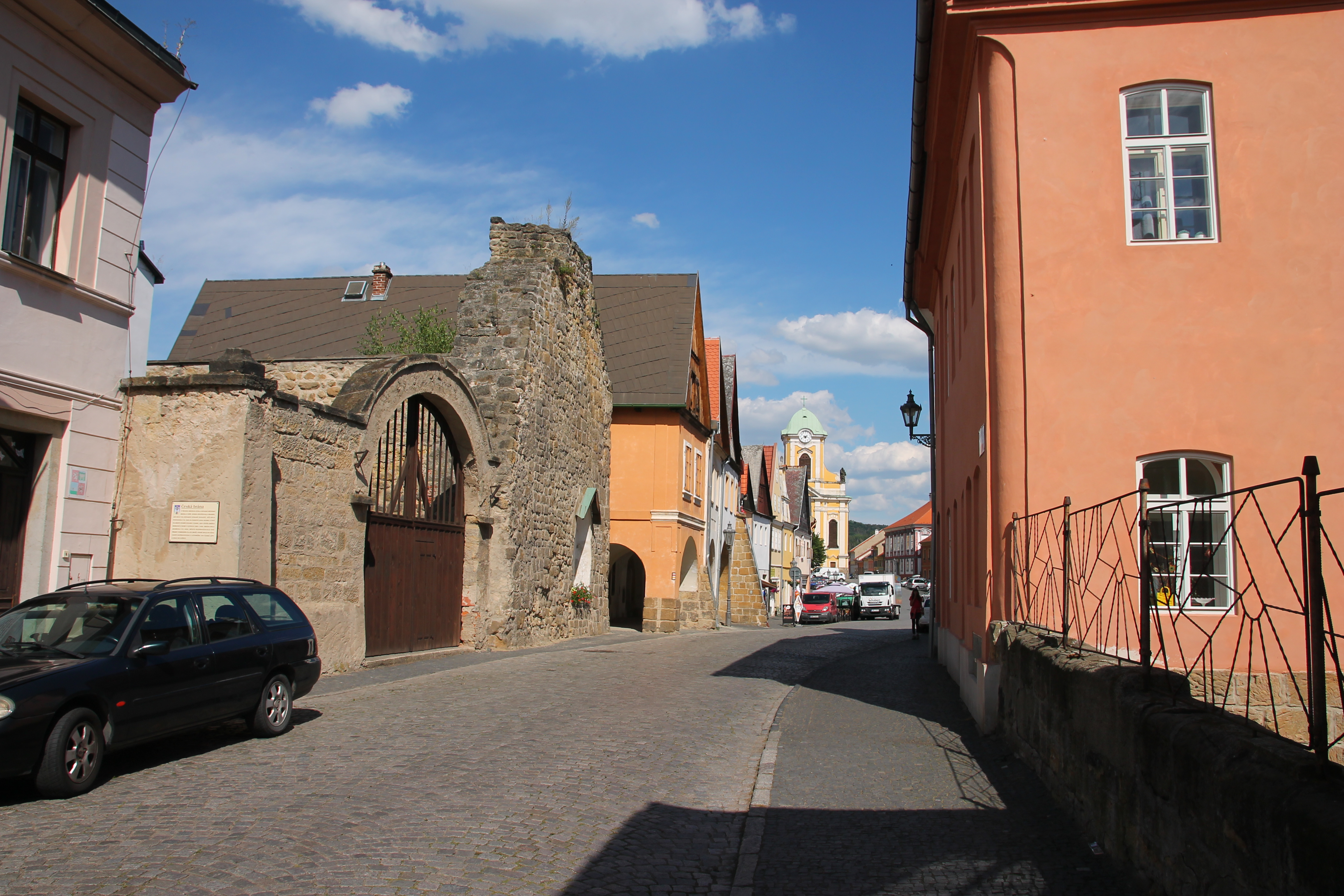
Pozůstatky České brány

Dominantní stavbou celého městského opevnění je Pikartská věž, která byla přistavěna k úštěckým hradbám v roce 1428. Jedná se o čtyřpodlažní hranolovou gotickou věž, která byla v průběhu staletí poznamenána jen některými dílčími úpravami. Na počátku 21. století byly prostory věže využívány jako galerie, později jako menší muzeum.

### Česká brána
Pozůstatky České neboli Západní brány se nacházejí na západním konci fronty domů, ohraničujících severní stranu Mírového náměstí v Úštěku. Od domu čp. 29 je brána oddělena úzkou prolukou, tzv. soutkou. Gotická brána byla zbořena v roce 1830, zachoval se z ní pouze střechovitě ukončený střep z režného lomového pískovcového zdiva, v dolní části doplněný mělkým výklenkem.